# フランチェスコ・ガスパリーニ

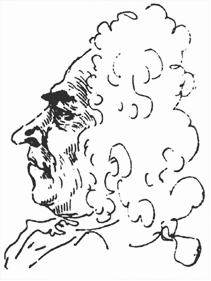
フランチェスコ・ガスパリーニ　ピエール・レオーネ・ゲッツィによるカリカチュア

フランチェスコ・ガスパリーニ（Francesco Gasparini、1668年 - 1727年）は、イタリア、カマイオーレ出身の作曲者。

## 経歴
トスカーナ大公国のカマイオーレに生まれ、アルカンジェロ・コレッリ、ベルナルド・パスクィーニの下で音楽を学ぶ。
1701年からヴェネツィアのピエタ慈善院の合唱長をつとめ、1725年にはローマのラテラノの教会の楽長に任命され、その地で没した。
作品は教会音楽が中心であるが、オペラや幕間劇を含めると65曲以上に達する。
ガスパリーニは、イタリアの鍵盤音楽の発達にも貢献し、ドメニコ・スカルラッティやヨハン・ヨアヒム・クヴァンツはガスパリーニの門下生であった。